# Flikbägarlav
Flikbägarlav (Cladonia caespiticia) är en lavart som först beskrevs av Christiaan Hendrik Persoon, och fick sitt nu gällande namn av Flörke. Flikbägarlav ingår i släktet Cladonia och familjen Cladoniaceae.  Arten är reproducerande i Sverige. Inga underarter finns listade i Catalogue of Life.

## Bildgalleri

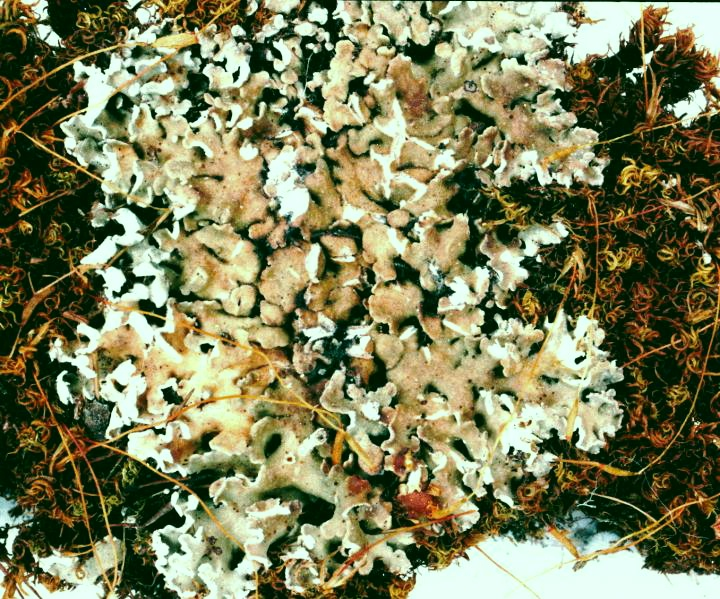
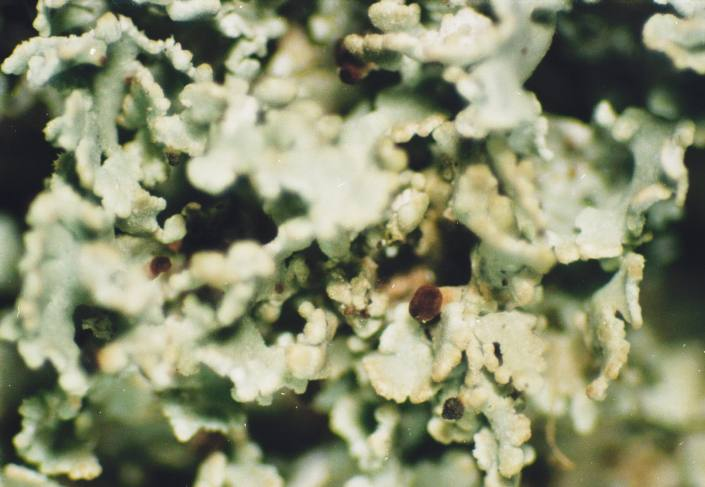
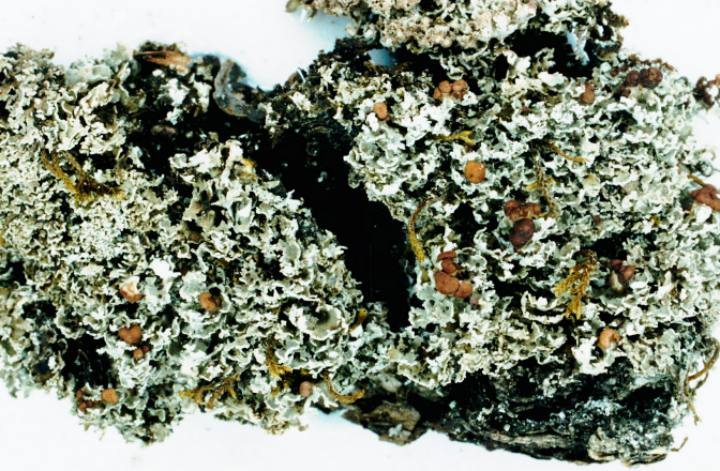